# 번디엔역
번디엔역(베트남어: Văn Điển / 文典)은 베트남 하노이 타인찌현 번디엔(Văn Điển) 시진(市鎮)에 있는 철도역이다. 남북선에 있다.

## 인접 역
| 남북선         | 남북선 | 남북선           |
| -------------- | ------ | ---------------- |
| 잡밧 역 하노이 |        | 트엉띤 역 호찌민 |